# Ecliptopera wehrlii
Ecliptopera wehrlii är en fjärilsart som beskrevs av Friedrich Wilhelm Niepelt 1921. Ecliptopera wehrlii ingår i släktet Ecliptopera och familjen mätare. Inga underarter finns listade i Catalogue of Life.